# Лукреция Торнабуони
Лукрèция Торнабуòни (на италиански: Lucrezia Tornabuoni; * 22 юни 1427, Флоренция, Флорентинска република; † 28 март 1482, Флоренция, Флорентинска република) е италианска поетеса, господарка на Флоренция чрез брака си с Пиеро ди Козимо де Медичи „Подагрения“ и майка на Лоренцо Великолепни. Нейни потомци са папа Климент VII и френската кралица Катерина де Медичи.

## Произход
Произхожда от благородническия род Торнабуони. Дъщеря е на Франческо ди Симоне Торнабуони, търговец и посланик, и на втората му съпруга Мариана (Нана) Гуичардини. Сестра е на Джовани Торнабуони. Поддържа близки отношения с родното си семейство, по-специално с братята си Филипо и Джовани, които често се появяват в младежките ѝ писма.

## Биография
Лукреция е приятелка на личности като поета Луиджи Пулчи (който я прославя в песен XXVIII на поемата си „Морганте“), и поета и писателя Анджело Полициано. През 1444 г. на 19 години се омъжва за сина на Козимо де Медичи – 28-годишния Пиеро. Пиеро е също толкова интелигентен и любител на изкуствата и културата като нея. Семейство Торнабуони е от фракцията на Медичите и сред тези, които помагат на Козимо да се върне във Флоренция след изгнанието му, а бракът между двамата скрепява този съюз. Имат шест или седем деца, за които избират преподаватели – експерти в класическата литература, философията, счетоводството и политиката, внушавайки на децата си идеалите за красота и за новия ренесансов човек.
Благодарение на пряката си ангажираност, карайки да я приемат в римските дворове, Лукреция избира за съпруга на най-големия си син Лоренцо Клариса Орсини. Клариса за първи път внася благородническа кръв в сем. Медичи, както и осъществява съюз между Медичите и Орсини, което се оказва особено ценно в бъдеще при получаването на първия кардиналски пост от нейния внук Джовани, бъдещ папа Лъв X. Погледнато назад, брачната политика на Лукреция е едно от онези действия, които имат най-голямо значение в семейната история. Неговите последици в дългосрочен план благоприятстват църковната кариера на някои от представителите на Медичите, гарантиращи богатство и престиж за семейството в идните векове. През 1476 г. Лукреция се отправя към Рим заедно със секретаря и нотариуса на Медичите Джентиле Беки, за да се запознае с Клариса, откъдето пише множество писма, достигнали до нас. Нейният търговски манталитет блести в тях, когато става дума за търсене на жена за Лоренцо. След като среща Клариса, тя описва нейните силни и слаби страни в писмо до съпруга си като в сух търговски договор. Тя освен това го информира подробно за притежанията и активите, които семейството на Клариса притежава: «Тя бе облечена в римски стил, с преметка, и ми се стори много красива в това рокля, бяла и голяма... и със сладък маниер, но не толкова нежен като нашия, но е много скромна и може бързо да се сведе до нашите привички“. По време на завръщането си във Флоренция Лукреция се разболява сериозно и групата трябва да спре за няколко седмици във Фолиньо; оттук Беки информира сина ѝ Лоренцо подробно за еволюцията на болестта и възстановяването ѝ.
От нейния епистоларий (общо 49 писма, написани между 1446 и 1478 г.) се запознаваме и със светския живот и забавите във Флоренция, както и с положението на флорентинките, които се радват на известна свобода. Съпругът ѝ Пиеро също ѝ дава задачата да се занимава с раздаването на милостиня на нуждаещите се, към която тя добавя някои печалби, произтичащи от нейния бизнес: покупка и продажба на земя, финансиране на търговци и занаятчии и др. Сред облагодетелстваните от нейните дарения са манастири на монахини, достойни жени без зестра или дребно духовенство. Тези дела са и една от причините за масовата подкрепа на партията на Медичите, която неведнъж се е оказвала ключова в тяхната семейно-политическа история. В едно от писмата на Лукреция е написаното, че това, което е добро за Флоренция и Тоскана, е добро и за сем. Медичи. В няколко писма до сина ѝ Лоренцо тя се застъпва за различни хора, които са се обърнали към нея за услуги. Освен това тя координира различни дейности, свързани с управлението на активите на Вилите на Медичите, транспортирането и продажбата на продуктите от имотите им, както и наемите на Медичите и нейните собствени активи в града, и полага лични усилия в закупуването на някои имоти. През тези години нотариуси, чиновници, власти, викарии също се обръщат към нея. Тя е информирана и за важни италиански политически събития, като смъртта на Галеацо Мария Сфорца през 1476 г. и заговора срещу Бона Савойска, а от Рим канцлерът Папино ди Артимино през 1480 г. я информира за развитието на средиземноморската политическа ситуация, за превземането на Отранто от страна на турците, за връщането им в Константинопол и за срещите между посланици и представители на Великите сили в Рим.
Лукреция не е красавица: тя е късогледа и има „патешки" нос и лошо обоняние. Тези качества са наследени от сина ѝ Лоренцо. Тя няма добро здраве и се нуждае от постоянни медицински грижи. За да възстанови силата си, прекарва много време извън града, в имения и в курорти със серни извори. Заедно с членовете на семейния кръг и децата си Лукреция често ходи до минералните извори на Петриоло, Бани ди Мачерето и Баньо а Морбо, за чието възстановяване допринася значително и където строи сграда за семейството. В писмо от сина си Лоренцо от 1467 г., изпратено до нея, докато е в Баньо а Морбо, той се надява, че термалните процедури ще ѝ помогнат.
Тя поръчва на художника Филипо Липи за манастира на Камадолските монаси „Поклонението пред Младенеца Христос“, изписано около 1463 г. На нея се дължи и Параклисът на посещението (Cappella della Visitazione) в Базиликата „Сан Лоренцо“ във Флоренция.
След смъртта на съпруга ѝ на 2 декември 1469 г. нейните представителни задължения в рамките на семейството и обществената ѝ роля се увеличават. Тя се посвещава до голяма степен на благотворителни дейности и инициативи, подпомогната в това от нотариуса Франческо ди Антонио Довици, и се присъединява към сина си Лоренцо в сложното управление на семейната политика.
Умира на 54-годишна възраст през март 1482 г., няколко години след Заговора на Паци, в който тя твърдо е на страната на сина си Лоренцо и в който губи сина си Джулиано. Погребана е до съпруга ѝ Козимо в Базилика „Сан Лоренцо“ във Флоренция.
След смъртта ѝ различни автори я възхваляват, припомняйки за приятелството и уважението, на които се е радвала. Франческо да Кастильоне пише утешително послание (épitre) до сина ѝ Лоренцо Великолепни, а Уголино Верино съставя епиграма в нейна чест – Eulogium in obitu Lucretiae Tornabuonae. В писмо до херцогиня Елеонора Арагонска Лоренцо Великолепни скърби за смъртта на „най-скъпата ми майка... От което оставам толкова неутешен, колкото Ваше превъзходителство може да си помисли, след като загубих не само майка си, но и единствено убежище за многото си беди и облекчение от много мъки", и в същия ден пише на Херцога на Есте: „Защо аз се чувствам толкова нещастен,колкото може да се каже, защото освен че загубих майка си, която, само като си я спомня, разбива сърцето ми, загубих и инструмент, който ме освободи от много усилия“.

## Творчество
Лукреция пише няколко сонета, които чете на известни поети, сравнявайки ги с техните творби. Точната датировка на тези произведения не е известна. Анджело Полициано ги описва като „лауди, сонети и тринарии“ и сам ги чете. Смята се, че тя започва да пише на религиозни теми около смъртта на съпруга си през 1469 г. 
Запазени са 5 нейни поетични творби на библейска тематика в октави и терцини: Storie Sacri за Йоан Кръстител, Юдит, Естир, Сузана и Тобия, 8 лауди (свещени химни към популярна музика) и 1 канцона на народен език, вдъхновена от произведенията на онези поети, които Лукреция и съпругът ѝ защитават. Единственият ѝ сонет е оцелял и е част от поетичен диалог – размяна на сонети между нея и поета Бернардо Белинчони. Най-малко две laudi са публикувани преди смъртта ѝ, а пет Storie Sacri – около 1482 г.
Тя е в приятелски отношения с хуманисти като поета Луиджи Пулчи и поета и писателя Анджело Полициано. По нейна поръчка Пулчи пише най-известната си поема „Морганте“. Когато синът ѝ Джулиано умира през 1478 г., Пулчи ѝ изпраща елегия. И поетът Бернардо Белинчони ѝ предоставя творбите си и ѝ благодари, че му е изпратила едно от своите произведения. Има контакти и с поета Микеле дел Джоганте, а секретарят и нотариусът на Медичите Джентиле Беки е възпитател на децата ѝ. Полициано, който през 1478 г. е във Вилата на Медичите на Кафаджоло с младия Медичи, пише в известно писмо: „У дома съм до огъня в сабо и палто, бих ви изглеждал меланхоличен, ако ме видите... и не виждам и не чувам нищо, което да ме радва... Тук не намирам моята мона Лукреция в стаята, с която мога да изпусна парата, и умирам от скука“. Лукреция също следи внимателно образованието и културното обучение на децата си.
Няколко писма, написани от Лукреция по време на престоя ѝ в Рим, са оцелели до наши дни. Те показват нейния търговски манталитет, когато трябва да намери жена за сина ѝ Лоренцо. Тя описва бъдещата си снаха Клариса Орсини с всички нейни силни и слаби страни на сина си, сякаш е пред сключването на търговско споразумение. На 23 март 1467 г. тя пише на съпруга си от Рим за Клариса: „Тя не е блондинка, защото тук няма блондинки: косата ѝ е червена и гъста. Лицето ѝ е доста кръгло, но ми харесва. Вратът е доста гъвкав, но сякаш тънък. Не успяхме да видим гърдите, защото те ходят тук пристегнати, но, очевидно, са добри. Ръката ѝ е дълга и тънка“. От нейната кореспонденция са запазени общо 49 писма, написани през 1446 – 1478 г. Те описват ежедневието и празниците във Флоренция, информация за живота на флорентинките, които се радват на известна свобода.
Лукреция е първата жена в западната култура, която се занимава с биографиите на библейски герои и по-специално с женските фигури в Библията, които дори Бокачо в своя De mulieribus claris до голяма степен пренебрегва.
Тя има богата библиотека с произведенията на Аристотел, Салустий, Птолемей и „поетичната ѝ продукция със сигурност произтича от запознанството ѝ с поезията на кръга на Медичите“.

## Лукреция Торнабуони в изкуството и литературата
Има множество нейни портрети, оставени от най-добрите ренесансови художници, като например:
- Сандро Ботичели: може би я изобразява като Мадона в Мадона Магнификат. Вероятен неин портрет е и Портрет на млада жена, днес съхраняван в Палатинската галерия на Палацо Пити във Флоренция (според други хипотези той е портрет на Симонета Веспучи, Фиорета Горини, Алфонсина Орсини или Клариса Орсини).[14]
- Доменико Гирландайо: „Раждане и именуване на Йоан Кръстител“ в Капела Торнабуони в Санта Мария Новела (Флоренция) – възрастна гостенка с бяло було на главата. До създаването на фреската е изминала една година от смъртта ѝ.
- Филипино Липи

Немската писателка Хенриета фон Бисинг пише исторически роман за живота ѝ през 1846 г., наречен „Лукреция Торнабуони“.
- Сандро Ботичели, Портрет на млада жена, ок. 1475 г.
- Доменико Гирландайо, Три жени, детайл от Раждане на Йоан Предтеча и Кръстител, Капела Торнабуони в Санта Мария Новела, Флоренция. Лукреция, сестра на поръчителя Джовани Торнабуони, е най-възрастната жена вдясно.

## Брак и потомство
∞ 3 юни 1444 г. за Пиеро ди Козимо де Медичи „Подагрения“ (* 14 юни 1416, Флоренция, Флорентинска република; † 2 декември 1469, Флоренция, Флорентинска република), де факто господар на Флоренция от 1464 до 1469 г., син на Козимо де Медичи „Стария“ и Контесина де Барди. Двамата имат четирима сина (от които двама умират като бебета) и две или три дъщери:
- Бианка (* 10 септември 1445, Флоренция; † 20 юли 1505), ∞ 1459 за Гулиелмо де Паци, господар на Чивитела
- Лукреция, известна като Нанина (* 14 февруари 1448, Флоренция; † 14 май 1493), ∞ 1466 за известния писател хуманист Бернардо Ручелай, от когото има 5 деца.
- Лоренцо Великолепни (* 1 януари 1449, Флоренция, Флорентинска република; † 8 април 1492, Вила „Медичи“ в Кареджи, Флоренция, Флорентинска република), наречен още Лоренцо Великолепни, е италиански държавник, банкер, де факто господар на Флоренция от 1469 г. до смъртта си и най-могъщият и ентусиазиран покровител на ренесансовата култура в Италия. Той също така е писател, меценат, поет и хуманист, както и един от най-значимите политици на Ренесанса, както заради това, че въплъщава идеала на хуманистичния принц, така и заради неговото много разумно и дипломатично управление на властта, ∞ за Клариса Орсини, от която има 10 деца.
- Джулиано (* 28 октомври 1453, Флоренция; † 26 април 1478, Флоренция), убит по време на Заговора на Паци. Има извънбрачен син Джулио, който става папа Климент VII
- син († като бебе)
- син († като бебе)
- Мария (* 1455, † март 1479), вероятно извънбрачна,[15] ∞ 1474 за Леонето де Роси, известен банкер, от когото има син – кардинал.

- Пиеро Подагрения,
 съпруг
- от ляво надясно: Лукреция (Нанина), Бианка и Мария, дъщери
- Лоренцо Великолепни, 
син
- Джулиано,
 син